# Justicia dubiosa
Justicia dubiosa är en akantusväxtart som beskrevs av Gustav Lindau. Justicia dubiosa ingår i släktet Justicia och familjen akantusväxter. Inga underarter finns listade i Catalogue of Life.